# Peter Schneidermann
Peter Schneidermann (født 12. august 1960) er en dansk guitarist, bedst kendt som Peter Peter fra Danmarks første punkband Sods, der senere blev til Sort Sol.

## Tidlig biografi
Peter "Peter" Schneidermann er født på Bornholm, men familien flyttede kort efter til København, hvor han voksede op. Om sin barndom har han udtalt, at han havde sporadiske drømme om det ene øjeblik at ville være film-stuntmand, det andet dyrepasser i Zoologisk Have og det tredje selvantændende martyr, men musikinteressen blev vakt, da han til sin konfirmation fik en Hagström-guitar, som han malede lyserød. Da var Peter Peter 14 år.
Som stor dreng gik Peter Peter til judo og vandt københavnermesterskabet i denne disciplin. Til et stævne mødte han trommeslageren Lars Nybo, og sammen med bassisten Thomas Rissell dannede de bandet Space-Brain. De manglede en sanger, og til en David Bowie-koncert så han Steen Jørgensen, som han blot på udseendet spottede som et sangeremne. De fire blev nu til bandet Suck.

## Karriere

### Sods
Punken kom til Danmark i 1977, da den engelske gruppe Sex Pistols gav to koncerter på den københavnske musikscene Daddy's Dance Hall, og Peter Peter og Steen Jørgensen var med blandt publikum. Suck blev nu efter deres inspiration til en punk-rock gruppe, men Thomas Risell og Lars Nybo, der ikke havde fået samme inspiration, gik hurtigt ud af af bandet, og gruppen skiftede navn til Sods efter forslag fra Steen Jørgensens kæreste Camilla Høiby. Sods spillede første gang offentligt 24. november 1977 kl. 9.55 i en fællestime på Rødovre Statsskole, nu med Knud Odde Sørensen på bas og Tomas Ortved Larsen på trommer.
Allerede året efter var flere punkinspirerede undergrundsbands kommet til i København og Aarhus. Sammen med Sods samledes de første gang den 9.-10. november 1978 på en todages rockfestival på Huset i Aarhus, der senere er blevet kendt som Pære Punk Festivalen. Et opsamlingsalbum med tre numre af Sods udkom i april 1979 med titlen Pære Punk.
Sods pladedebut kom i februar 1979 med LP'en Minutes To Go, der var inspireret af Sex Pistols, Suicide, Ramones og Television,, og med en bemærkelsesværdig nyfortolkning af Suicides Ghost Rider fra 1977. Som den første danske punkplade er albummet blevet kaldt en milepæl i dansk rockhistorie på linje med Steppeulvenes Hip, men det første år blev der ikke solgt mere end 600 eksemplarer. Sods andet album Under En Sort Sol udkom i juni 1980. Det var kun pladens titel, der var på dansk, og numrene var længere, langsommere og mere dystre end på debuten, og inspirerede af postpunk-bands som engelske Joy Division og amerikanske Pere Ubu og Television.
Filmfotograferne Henrik Herbert og Ib Skov lavede i 1984 et portræt af Sods, hvor også sceneinstruktøren Erling Schroeder kommenterer gruppen, som blev vist i DR TV 24. oktober 1984.
Ved siden af Sods spillede Peter Peter også i gruppen Monomania, som han havde været med til at danne sammen med Eddie Haircut, og som spillede sammen omkring 1979-1980. Peter Peter har om den inspirerende tid omkring 1979-1982 udtalt: Hver gang jeg mødte en person, lavede jeg et band sammen med vedkommende.

### Sort Sol
Med singlen Marble Station (1981) skiftede Sods navn til Sort Sol og blev senere udvidet med Lars Top-Galia som nyt medlem. I 1991 udkom albummet Flow My Firetear der modtog tre priser ved årets Grammy-uddeling. Gruppen udviklede med tiden en mere poppet stil og fik deres største hit i 1994 med studiealbummet Glamourpuss, der endte med at sælge over 100.000 eksemplarer. Det er blevet sagt, at "spændet mellem Peter Peters hardcore punkattitude og Knud Oddes popflair gjorde Sort Sol til et af de virkelig innovative bands i dansk rock", men Peter Peter var imidlertid uenig i den musikalske kurs, som han mente var blevet for poppet og kommerciel, og han forlod desillusioneret Sort Sol i 1995.

### Bleeder
Peter Peter dannede derefter det mere punk-orienterede band Bleeder med keyboard-spilleren Povl Kristian Mortensen (med kunstnernavnet Povl Kristian) som ankermand. Først i 1995 udsendte de singlen Knucklehead på eget plademærke med det sigende navn I Hate You Records. Bleeder udsendte CD'en Psycho Power i 1998. Her spillede Peter Peter blandt andet sammen med musikere fra bands som Excess Bleeding Heart og Heatfarm samt med sangerinden Charlotte Bagge, kendt fra undergrunden omkring Ungdomshuset fra bandet Squirm. Pladen havde mange specielle tracks, hvoraf især versionen af den gamle Before-klassiker, Sister Culture, samt punknummeret Jeg skal dø ved Arresø stak ud. Titelnummeret viste guitaristen og sangeren Peter Peter og Bjørn Banke folde sig ud i et nummer med klare inspirationer fra David Bowie. Desuden var der også en coverversion af det gamle Osmonds-hit, Crazy Horses.
Bleeder lagde musik til Nicolas Winding Refns kultfilm Pusher (1996). Således er Knucklehead og Jeg skal Dø ved Arresø begge inkluderet på soundtracket til Pusher. Djang, som Refn kaldes, var en erklæret fan af Peter Peter, og siden skulle han opkalde sin anden film, Bleeder, efter bandet.
Det første Bleeder-band gik i opløsning 2005 efter at have haft forskellige konstellationer af musikere.
Den 7. marts 2020 samledes Bleeder igen og gav deres første klubkoncert i 15 år på spillestedet ALICE i København. De skulle have givet ekstrakoncert 13. marts 2020 på ALICE, men koncerten blev aflyst pga den da herskende coronaviruspandemi. I stedet spillede de koncerten 23. oktober 2020 på Bremen Teater.

### The Bleeder Group
I begyndelsen af det nye årtusinde samlede Peter Peter et nyt Bleeder-projekt, The Bleeder Group, som udsendte albummet Sunrise i 2004. Blandt numrene på denne temmelig oversete skive var The Men Behind The Moon, It's Just A Game, og I Know You're Going To Love My Sad Song/About People And What They Do. I den oprindelige udgave var der endvidere nogle ekstranumre, blandt andet en endelig version af hittet Knucklehead. Denne version af Bleeder-sagaen blev også opløst - efter sigende i skuffelse over at Roskilde Festival løb fra en aftale om at lade The Bleeder Group åbne på Orange Scene.

### Filmmusik
Peter Peter spillede med i gruppen De Skrigende Halse i den sort-hvid film af samme navn, der blev vist første gang på DR i marts 1993, men foregår i 1984. Peter Peter har udover Nicolas Winding Refns film Pusher (1996) lavet musik til blandt andet instruktør Ask Hasselbalchs superheltetrilogi Antboy (2013).

### Andre bands
Peter Peter har udover Sods, Sort Sol, Monomania, Bleeder, The Bleeder Group og De Skrigende Halse bl.a. spillet i bandene Martin and the Martians, Tina Talks, Pubescent Hysteria, Tapehead, Support, Buoyant Blue m.fl. og har skrevet i punkfanzinet Iklipsx, som han var med til at starte. Peter Peter har samarbejdet med medlemmer fra bandet Düreforsög, og han deltog ligeledes på deres plade Beach (1999), hvor han også optrådte som producer sammen med bandet og Goodiepal (Kristian Vester). Han har herudover spillet på plader med bl.a. Tee Vee Pop m.fl. og indspillet, mixet og produceret udgivelser med flere danske undergrundsbands. I 2009 indspillede han det danske band Iceage's debutsingle – et band, der er i 2011 blev udråbt til genoplivere af den danske punk.
I 2017 udsendte Peter Peter sammen med Peter Kyed det meget anmelderroste album It's wonderful to be alive.